# Hidéo Matsuda
Vous pouvez aider à l'améliorer ou bien discuter des problèmes sur sa page de discussion.
- Il ne cite pas suffisamment ses sources. Vous pouvez indiquer les passages à sourcer avec {{référence nécessaire}} ou {{Référence souhaitée}}, et inclure les références utiles en les liant aux notes de bas de page. (Marqué depuis mai 2013)

- Archive Wikiwix
- Bing
- Cairn
- DuckDuckGo
- E. Universalis
- Gallica
- Google
- G. Books
- G. News
- G. Scholar
- Persée
- Qwant
- (zh) Baidu
- (ru) Yandex
- (wd) trouver des œuvres sur Wikidata

Pour les articles homonymes, voir Matsuda.
Matsuda Hidéo, né le 25 juillet 1943 à Tokyo, au Japon, est un maître-verrier japonais. Venu pour la première fois en France en 1970, il s’y installe et crée son atelier à Montargis dans les années 1990.

## Biographie
Élève de l'École nationale supérieure des arts appliqués et des métiers d'art à Paris, Hidéo Matsuda y rencontre sa future épouse et en sort diplômé en 1973. Jusqu’en 1976, il travaille dans différents ateliers français (Degusseau, Dulant, etc.).
Il crée son atelier au Japon en 1976 (Tokyo Mazda). En 1996, il est de retour en France pour rejoindre sa femme, Hélène, et son fils, Pascal. Il ouvre son atelier à Montargis l’année suivante.
En 2005, une première rétrospective de son travail est organisée conjointement par l'Union européenne et le Japon.

## Principales créations et restaurations

### Au Japon
- 1979 : église de Saint-Colombin (Tokyo)
- 1980 : mémorial Juji Ishii (Miyazaki)
- 1981 : hôpital central de Kurashiki (Okayama)
- 1981 : musée des beaux-arts MOA (Shizuoka)
- 1981 : hôpital de la Croix-Rouge de Musashino (Tokyo)
- 1982 : Disneyland de Tokyo, château de Cendrillon, etc. (Chiba)
- 1982 : université féminine Rikkyo, chapelle Sainte-Marie (Tokyo)
- 1983 : palais de l’enfant de Kamimachi (Tokyo)
- 1983 : nouvelle bibliothèque de l’université Keio (Tokyo)
- 1984 : église de Shuri (Okinawa)
- 1985 : temple de Kobodaisi, Asanomisaki (Kochi)
- 1986 : Centre de la rêverie tropicale, parc commémoratif de l’Exposition océanique (Okinawa)
- 1986 : église anglicane de Mejiro (Tokyo)
- 1986 : église anglicane d’Ikebukuro (Tokyo)
- 1986 : école Seibi, Britain Hall (Yokohama)
- 1986 : bibliothèque municipale d’Akenocho (Ibaragui)
- 1986 : passage souterrain de Tamachi (Nagano)
- 1987 : maison du peuple de la ville d’Ushiku (Ibaragui)
- 1987 : hall d’entrée de l’école Atomi (Tokyo)
- 1988 : salle mémoriale Ashizawa, université Tohoku Fukushi (Miyagui)
- 1989 : bâtiments gouvernementaux Moriya (Ibaragui)
- 1990 : club house du golf Nidom (Sapporo)
- 1991 : complexe souterrain Aurora Town, Sapporo Odori (Sapporo)
- 1991 : building Asahi (Fukuoka)
- 1991 : hall du building Tamachi Ekimae Saikaihatu (Tokyo)
- 1993 : campus de Kanazawa Hakkei de l’université Kanto Gakuin (Kanagawa)
- 1994 : villa d’Atami du Syndicat santé de la société Canon (Shizuoka)
- 1994 : université privée salésienne (Yokohama)
- 1995 : plafond du foyer du Fukuoka Symphony Hall (Fukuoka)
- 1995 : salle municipale Mémoriale Yuzo Yamamoto (Tokyo)
- 1997 : chapelle de Hosenkyo (Tokyo)
- 1999 : plafond du musée de la boîte à musique du lac Kawaguchi (Yamanashi)

### En France
- 2002 : église de Château-Renard (Loiret)
- 2004 : église d’Étrepy (Marne)
- 2004 : restauration de l’Église de Servon-Mergicourt (Marne)
- 2005 : église de Château-Renard (Loiret)
- 2006 : restauration de l’Église de Louvois (Marne)

### Ailleurs
1983 : stûpa de l’État d’Uttar Pradesh (Inde), création en collaboration avec le « trésor national vivant » Keisuke Serizawa.

## Expositions rétrospectives
- Le vitrail se lève à l’Est, Hidéo Matsuda, Maître-verrier ; commissaires de l'exposition : Aline Amillard-Nouger et Nicolas Courteix, sous le haut patronage de José Manuel Barroso, président de la commission européenne, dans le cadre de 2005, année des échanges entre des peuples du Japon et de l'Union européenne ; Musée du Vitrail (Pays Mélusin, Vienne, Poitou-Charentes) ; 2005, prolongée en 2006[3].
- Hidéo Matsuda marche toujours dans la lumière, Institut Franco-Japonais de Tokyo, 2008.

## Publications
- Vitrail, Fine Arts Publishing House, 1978.
- Hidéo Matsuda, le vitrail se lève à l’est, catalogue de l’exposition, Union européenne/Région Poitou-Charentes/Musée du Vitrail, 2005.